# UFD1
UFD1 (англ. Ubiquitin recognition factor in ER associated degradation 1) – білок, який кодується однойменним геном, розташованим у людей на короткому плечі 22-ї хромосоми. Довжина поліпептидного ланцюга білка становить 307 амінокислот, а молекулярна маса — 34 500.
| 10         |  | 20         |  | 30         |  | 40         |  | 50         |
| ---------- |  | ---------- |  | ---------- |  | ---------- |  | ---------- |
| MFSFNMFDHP |  | IPRVFQNRFS |  | TQYRCFSVSM |  | LAGPNDRSDV |  | EKGGKIIMPP |
| SALDQLSRLN |  | ITYPMLFKLT |  | NKNSDRMTHC |  | GVLEFVADEG |  | ICYLPHWMMQ |
| NLLLEEGGLV |  | QVESVNLQVA |  | TYSKFQPQSP |  | DFLDITNPKA |  | VLENALRNFA |
| CLTTGDVIAI |  | NYNEKIYELR |  | VMETKPDKAV |  | SIIECDMNVD |  | FDAPLGYKEP |
| ERQVQHEEST |  | EGEADHSGYA |  | GELGFRAFSG |  | SGNRLDGKKK |  | GVEPSPSPIK |
| PGDIKRGIPN |  | YEFKLGKITF |  | IRNSRPLVKK |  | VEEDEAGGRF |  | VAFSGEGQSL |
| RKKGRKP    |  |            |  |            |  |            |  |            |

A: Аланін

C: Цистеїн

D: Аспарагінова кислота

E: Глутамінова кислота

F: Фенілаланін

G: Гліцин

H: Гістидин

I: Ізолейцин

K: Лізин

L: Лейцин

M: Метіонін

N: Аспарагін

P: Пролін

Q: Глутамін

R: Аргінін

S: Серин

T: Треонін

V: Валін

W: Триптофан

Кодований геном білок за функцією належить до фосфопротеїнів. 
Задіяний у таких біологічних процесах, як убіквітинування білків, ацетилювання, альтернативний сплайсинг. 
Локалізований у цитоплазмі, ядрі.